# Cynorkis mirabile
Cynorkis mirabile là một loài thực vật có hoa trong họ Lan. Loài này được Hermans & P.J.Cribb mô tả khoa học đầu tiên năm 2007.